# Zbigniew (książę)
Zbigniew, właśc. Zbygniew (ur. prawdopodobnie 1070-1073, zm. 8 lipca 1113?) – książę Wielkopolski, Mazowsza i Kujaw w latach 1102–1107. Pierworodny syn księcia Władysława I Hermana i prawdopodobnie Przecławy z rodu Prawdziców.
Zbigniew był uznawany za pochodzącego z nieprawego łoża potomka Władysława Hermana, dlatego po przyjściu na świat jego przyrodniego brata Bolesława zwanego później Krzywoustym został prawdopodobnie przeznaczony do stanu duchownego. Pod koniec XI w., gdy faktyczną władzę w kraju sprawował palatyn Władysława, Sieciech, opozycja śląskich możnowładców porwała i sprowadziła Zbigniewa do Księstwa Polskiego i wymogła na Władysławie uznanie syna za swojego następcę. W obliczu intryg Sieciecha i żony Władysława Judyty Marii Zbigniew porozumiał się z młodszym bratem, wraz z którym wymógł na ojcu podział państwa na dzielnice oraz wygnanie palatyna z kraju.
Po śmierci ojca Zbigniew współrządził północną częścią Księstwa na równych prawach z młodszym Bolesławem. Nie pogodził się jednak z utratą władzy zwierzchniej, gdyż nadal uważał się za prawowitego spadkobiercę ojcowizny. Szukał sojuszników przeciwko Bolesławowi. W latach 1102–1107 trwała bratobójcza wojna o dominium, w której Zbigniew poniósł porażkę i był zmuszony udać się na wygnanie do Niemiec. Pod pretekstem przywracania władzy seniorowi w 1109 roku król niemiecki Henryk V najechał Księstwo Polskie, gdzie poniósł klęskę pod Głogowem.
W następnych latach Bolesławowi nie udało się obsadzić w sąsiednich Czechach swojego pretendenta, dlatego musiał w 1111 zawrzeć pokój z południowym sąsiadem i jego zwierzchnikiem – władcą Niemiec. Warunkiem cesarza było zezwolenie na powrót Zbigniewa do księstwa, gdzie miał otrzymać od juniora uposażenie. Krótko po powrocie, Zbigniew został oślepiony przez swojego brata, po czym zmarł.

## Lata młodzieńcze

### Dzieciństwo
Władysław I Herman według XV-wiecznej tradycji pojął za żonę Polkę, z niedynastycznego rodu Prawdziców. Związek ten został zawarty zgodnie z obowiązującym obyczajem słowiańskim ok. 1070 bez ślubu kościelnego. Niektórzy mediewiści twierdzą, że małżeństwo, choć zawarte według obrządku dawnego, miało moc prawną. Wskazują, że dopiero pod koniec XII w. legat papieski Piotr Capuano, który przebywał w Księstwie Polskim (1197) nakazał zawieranie małżeństw w obliczu Kościoła (łac.) matrimonium in facie ecclesie contrahere, jak zapisał „Rocznik krakowski”.
Data narodzin pierworodnego Władysława Hermana jest nieznana. Według Oswalda Balzera Zbigniew urodził się w pierwszej połowie lat 70. XI w. Gerard Labuda uznawał datę roczną, która przypadała na 1070. Roman Grodecki przypuszczał, że przyjście na świat księcia nastąpiło w pierwszych latach po 1070, z naciskiem na 1073. Kazimierz Jasiński ustalił natomiast cezurę czasową na lata 1070–1073.
Legalność urodzenia Zbigniewa kwestionowano w późniejszych latach jego życia. Dla pozbycia się jego pretensji do tronu postawiono zarzut nieprawego pochodzenia ze związku z nałożnicą. Mimo tego Zbigniew był wychowywany na dworze swojego ojca, ciesząc się wszelkimi względami. Źródła nie przekazują, kto był opiekunem (wychowawcą) pierworodnego syna księcia Władysława.
W 1080 po wygnaniu Bolesława Śmiałego Herman objął władzę na ziemiach książęcych. Do tego czasu miał prawdopodobnie wydzieloną dzielnicę mazowiecką. Według zgodnych opinii historyków był on władcą nieudolnym, który zaprzepaścił osiągnięcia swojego starszego, wygnanego brata. Na przełomie lat 1080–1081 zawarł związek małżeński z Judytą czeską, córką księcia czeskiego Wratysława II, natomiast pierwsza (kwestionowana przez Kościół) żona została oddalona z dworu. Wyniesienie ojca (Hermana) na tron książęcy, rozstanie z matką, która została odesłana do rodziny oznaczało dla młodego Zbigniewa przyszłe odsunięcie od dziedzictwa. Około 1086 władzy Władysława w Księstwie Polskim zagroziła koronacja Wratysława II na króla Czech i Polski oraz zawarty sojusz tego ostatniego z królem węgierskim Władysławem I.
Prawomocność objęcia władzy przez Hermana była kwestionowana przez zwolenników wygnanego z kraju Bolesława Szczodrego oraz jego prawowitego dziedzica – jedynego syna – Mieszka Bolesławowica. Herman, który obawiał się utraty swej pozycji, sprowadził w 1086 z węgierskiego wygnania swojego bratanka (wraz z jego matką). Wyznaczył mu dzielnicę krakowską i ożenił później (1088) z księżniczką ruską. Posunięcia te spowodowały, że opozycjoniści przestali kwestionować legalność władzy Hermana. Sytuację księcia Władysława komplikował poza tym brak dziedzicznego potomka. Pierworodny syn Zbigniew nie mógł być brany pod uwagę, ponieważ pochodził z nieuznanego przez Kościół związku.

### Odsunięcie Zbigniewa od primogenitury

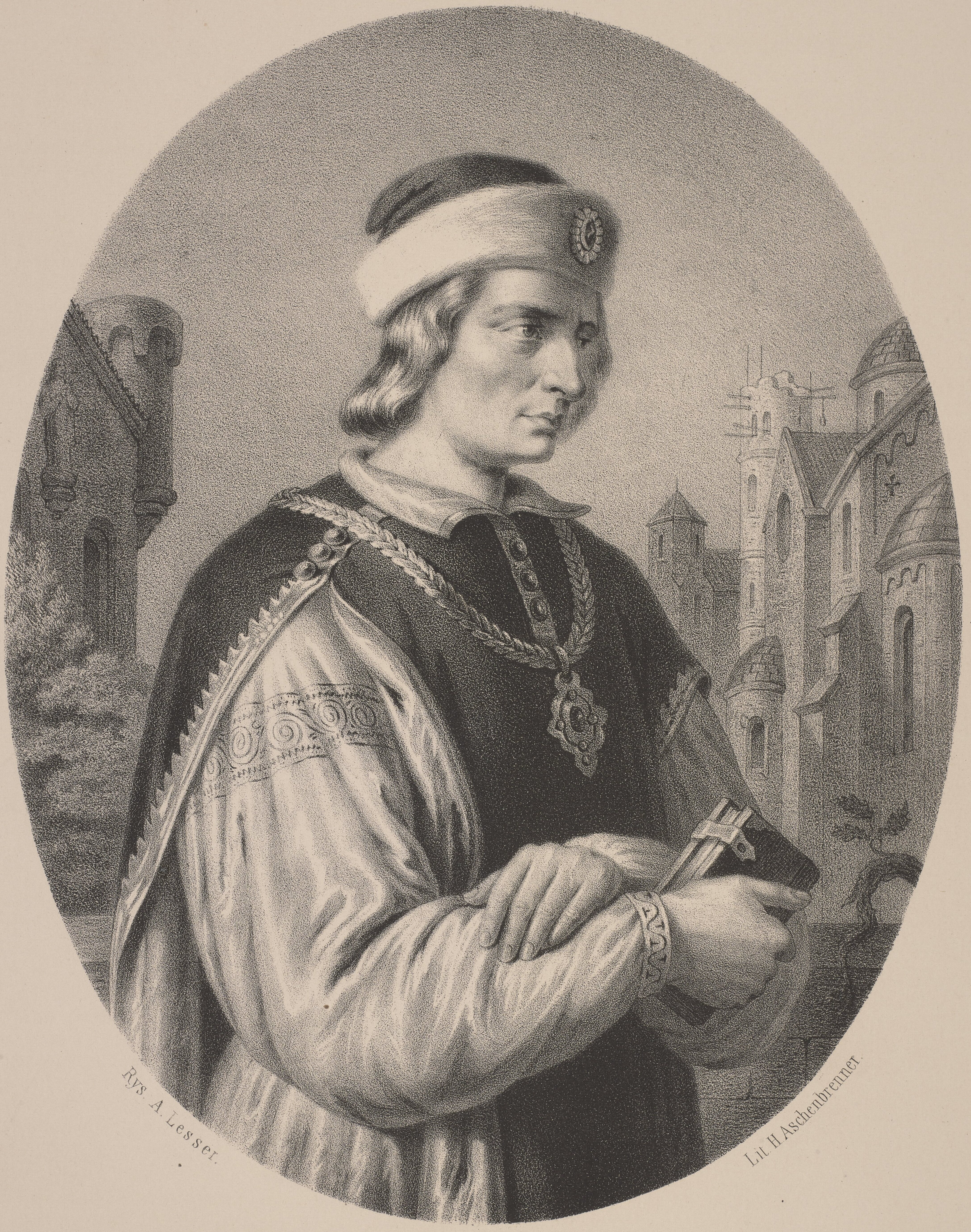
Władysław I Herman, grafika Aleksandra Lessera

Po narodzeniu Bolesława Krzywoustego w 1086 sytuacja Zbigniewa uległa diametralnej zmianie. Jednak pozycja także młodszego syna Hermana była zagrożona przez Mieszka Bolesławowica, co stanowiło prawdopodobną przyczynę śmierci tego księcia (1089). Zbigniew został oddany na nauki do szkoły katedralnej w Krakowie w 1086, gdzie kształcił się pod kuratelą księżnej wdowy Dobroniegi. Wiadomo, że pierwszym nauczycielem Zbigniewa był Otton, późniejszy biskup Bambergu. Prócz nauk religijnych nauczano go tam dialektyki, gramatyki i wiedzy o świecie, na podstawie m.in. dzieł Izydora z Sewilli. W tym czasie pierworodny Hermana jeszcze nie przyjął drogi kapłańskiej ze względu na swój zbyt młody wiek.
W 1087 ojciec Zbigniewa, po przedwczesnej śmierci Judyty czeskiej, wszedł w związek małżeński z Judytą Marią. Stosunek Judyty do pierworodnego syna męża był chłodny. To dzięki jej zabiegom w 1089 Władysław odesłał Zbigniewa do Saksonii. Tenże został umieszczony w żeńskim klasztorze w Kwedlinburgu, gdzie przeoryszą była siostra Judyty – Adelajda. Prawdopodobnie otrzymał tam święcenia kapłańskie. Fakt ten świadczy o dążeniu Władysława do pozbycia się Zbigniewa z kraju i pozbawienia go praw do sukcesji. Pozwoliło to wyeliminować z życia politycznego dwóch pretendentów do tronu książęcego, zabezpieczyć dziedzictwo (prawowitego) małoletniego Bolesława, jak i osłabić rosnącą opozycję wobec Władysława.

### Uzurpacje Sieciecha

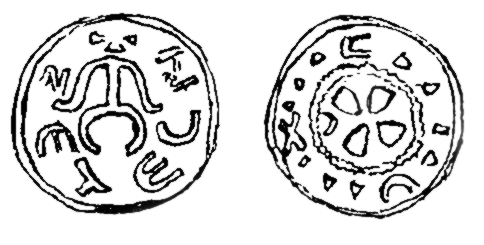
Denar z krzyżem „kawaleryjskim” Sieciecha

W czasie pobytu Zbigniewa w kwedlinburskim klasztorze jego ojciec, książę Herman, popadł w zależność od swojego stronnika, palatyna Sieciecha. Jemu to prawdopodobnie zawdzięczał swe wyniesienie na tron. Sieciech był pierwszym opiekunem małoletniego Bolesława. W realizacji planu przejęcia władzy nad państwem palatyn pozyskał poparcie żony Hermana – Judyty Marii.
W 1090 Sieciech przy użyciu dowodzonego przez siebie rycerstwa polskiego zdołał na krótko opanować i przyłączyć Pomorze Gdańskie. W ważniejszych grodach pomorskich umieszczono polskie załogi, resztę spalono w celu pozbycia się oporu. W kilka miesięcy później doszło do buntu miejscowych elit, co doprowadziło do przywrócenia stanu niezawisłości od Księstwa Polskiego. W następnym roku zorganizowana próba podporządkowania księstwu ziem Pomorza Gdańskiego nie doszła do skutku. W bitwie nad Wdą, oraz kolejnej jesiennej wyprawie, wspomaganej przez załogi czeskie, Władysław Herman poniósł klęskę.
W tym czasie polityka Księstwa Polskiego była skierowana na sprawy ruskie. Rościsławowicze nie uznawali zwierzchnictwa księcia piastowskiego prowadząc wrogą politykę (zwłaszcza Wasylko sprzymierzony z Połowcami) poprzez wielokrotne najazdy na państwo Hermana. Sieciech stał się rządcą kraju, bił własną monetę, a do najwyższych godności państwowych wynosił swoich popleczników. W działalności Sieciecha niemałą rolę odgrywały ambicja, żądza władzy i chęć wzbogacenia się. Dla osiągnięcia swych celów palatyn potrafił użyć gwałtownych środków. Po represyjnych działaniach Sieciecha (sprzedawanie w niewolę, usuwanie z urzędów, wyroki, wygnania) nastąpiła masowa emigracja polityczna z ziem polskich do Czech.

## Od legitymizacji do drugiego podziału państwa

### Akt legitymizacji
Konsekwencją działań palatyna było zorganizowanie obozu opozycyjnego, który skierowano przeciw niemu. Opozycjoniści (spisek śląskich możnych) porwali i sprowadzili w 1093 Zbigniewa do ojczyzny. Schronienia pierworodnemu udzielił kasztelan wrocławski Magnus. Książę Władysław uznał to za jawny bunt. Na Śląsk ruszył wraz z posiłkami węgierskimi. Rycerstwo, które opowiedziało się za Zbigniewem, doprowadziło do zerwania rokowań z Sieciechem i Hermanem. Nielojalne zachowanie się węgierskiego rycerstwa, uprowadzenie palatyna i syna księcia Władysława – Bolesława – zmusiła władcę piastowskiego do uznania Zbigniewa, jako prawowitego następcę.
Wydany w 1093 akt legitymizacji przyznawał starszemu synowi prawa pochodzenia i dziedziczenia tronu. Po ucieczce Sieciecha i Bolesława z niewoli na polecenie palatyna, zorganizowano wyprawę na Śląsk i Kujawy celem unieważnienia aktu legitymizacji. Kujawianie przyjęli pierworodnego Hermana entuzjastycznie. Z pełną determinacją stawili czoło nacierającym wojom Władysława i Sieciecha. Wspomagani przez siły pomorskie ponieśli klęskę w bitwie nad Gopłem w 1096. Zbigniew został uwięziony, następnie na skutek interwencji biskupów w maju 1097 lub 1099 – uwolniony. Przywrócono mu także utracone prawa.
Zamiary Sieciecha i Judyty Marii, w celu przejęcia władzy w Księstwie Polskim zostały odkryte przez Zbigniewa. Pozyskał on sprzymierzeńca w nastoletnim Bolesławie. Obaj bracia stanowczo zażądali oddania im rządów, a Herman zgodził się na podział swoich domen.
Zbigniew otrzymał Wielkopolskę (z Gnieznem włącznie), Kujawy, ziemię łęczycką, sieradzką oraz Mazowsze (z Płockiem). Bolesław natomiast Małopolskę, Śląsk, ziemię lubuską z zachodnim skrawkiem Wielkopolski, który sięgał po granicę pomorską, Sandomierskie i przypuszczalnie Lubelskie po rzekę Bug (okolice Brześcia nad Bugiem). Mazowsze wraz z siedzibą w Płocku zostało pod dalszą kontrolą Hermana, podobnie jak ważniejsze grody w dzielnicy Bolesława, tj. Wrocław, Kraków i Sandomierz.

### Wygnanie Sieciecha

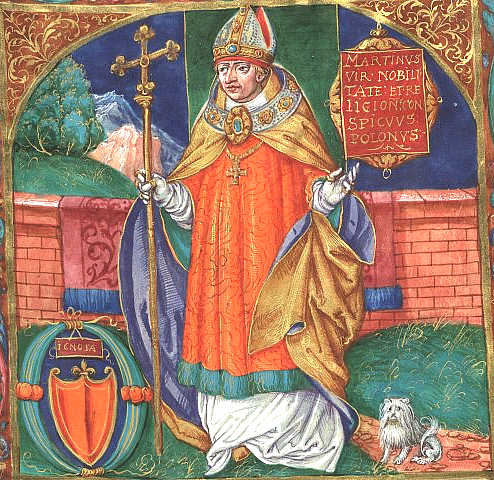
Abp Marcin

Podział księstwa i dopuszczenie synów Hermana do współrządów zaniepokoiło Sieciecha. Palatyn rozpoczął przygotowania do rozprawy z braćmi. Zdawał sobie sprawę, że podział kraju na dzielnice, mógł osłabić jego pozycję. Według historiografii niejasnym punktem była postawa Władysława Hermana, który opowiedział się za Sieciechem, a nie swoim potomstwem. Zbigniew wraz z Bolesławem, na wieść o zbliżającym się konflikcie, postanowili zawiązać opozycyjną koalicję. Doszło do tego na wiecu zorganizowanym we Wrocławiu, z inicjatywy możnowładcy polskiego Skarbimira. Postanowiono usunąć dotychczasowego opiekuna Bolesława, Wojsława (powinowatego Sieciecha) oraz zorganizować wyprawę przeciw palatynowi. W 1099 pod Żarnowcem nad Pilicą doszło do starcia zbuntowanej opozycji, z rycerstwem Hermana i Sieciecha. Koalicjanci wygrali bitwę, a książę Władysław wyraził zgodę na trwałe usunięcie Sieciecha z zajmowanego stanowiska.
W kilka miesięcy później, siły opozycji zostały skierowane w stronę Sieciechowa, gdzie ukrył się palatyn. Nieoczekiwanie książę Herman, z niewielkimi oddziałami przyszedł z pomocą obleganemu. W tej sytuacji, juniorzy postanowili pozbawić ojca władzy. Zbuntowana opozycja skierowała Zbigniewa na Mazowsze. Miał on opanować stołeczny Płock, natomiast Bolesław wyruszył na południe, gdzie opanował Małopolskę. Zamiarem obu braci było otoczenie Hermana. Władysław jednak przewidział manewr synów i skierował swoje siły na Mazowsze. Do konfliktu doszło w okolicach Płocka. Herman po przegranej bitwie zobowiązał się do wygnania Sieciecha z kraju. Do zgody między Władysławem a synami doprowadził abp Marcin. Palatyn opuścił Księstwo Polskie, na przełomie roku 1100/1101. Wygnany przebywał na ziemiach niemieckich. Do kraju wrócił po kilku latach, jednak w księstwie nie odegrał już żadnej roli. Prawdopodobnie został oślepiony. Władysław Herman natomiast zmarł 4 czerwca 1102.

## Lata panowania

### Walka o dominium (1102–1106)
Dzielnica Zbigniewa
     Dzielnica Bolesława III

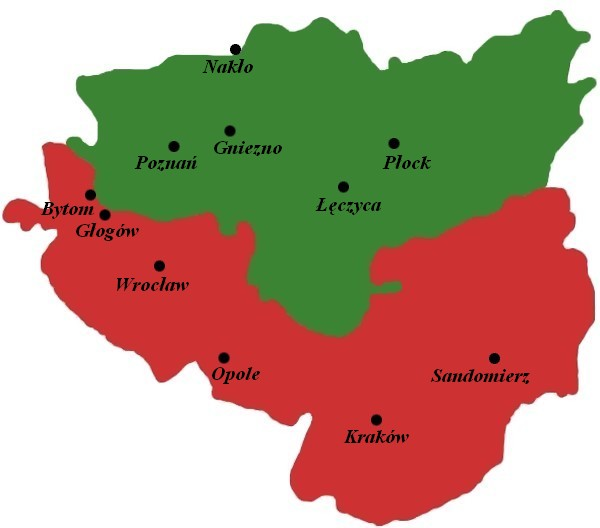
Podział Księstwa Polskiego w 1102:
Dzielnica Zbigniewa
Dzielnica Bolesława III

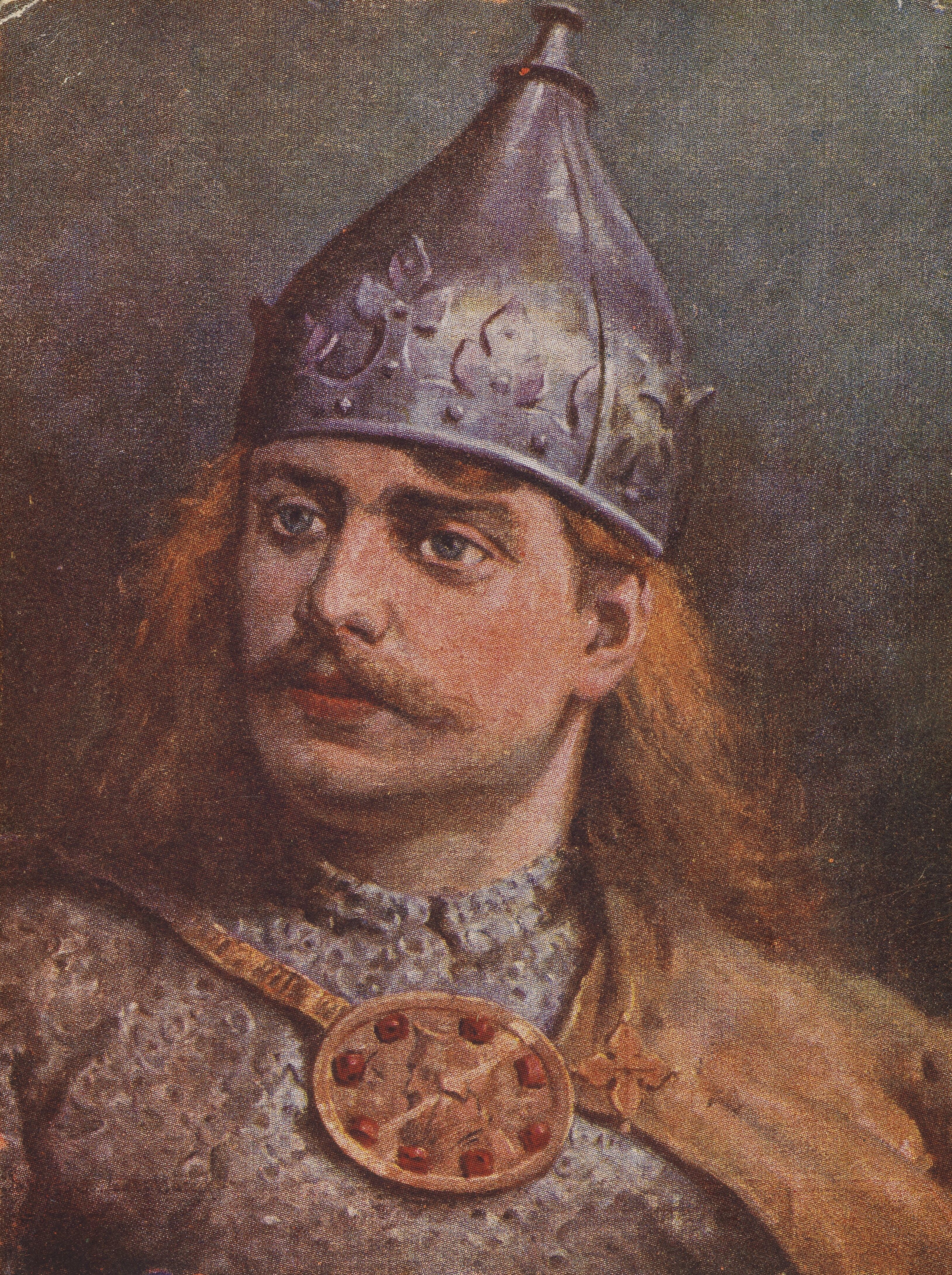
Książę Bolesław Krzywousty

Ponowny podział Księstwa Polskiego, jaki dokonał się po śmierci Hermana stał się zapowiedzią kolejnych konfliktów. Powstały dwa odrębne organizmy państwowe, nad którymi obaj książęta: Zbigniew i Bolesław sprawowali samodzielne rządy. Zbigniew nad ziemiami wielkopolsko-mazowieckimi z Kujawami, Bolesław natomiast nad małopolsko-śląskimi z Sandomierskiem. Zdania historyków w kwestii zachowania pryncypatu przez Zbigniewa są rozbieżne. Sam Zbigniew natomiast, uważał się za księcia zwierzchniego całego księstwa, gdzie prawa jego były uznawane przez społeczeństwo.
Dwa organizmy państwowe prowadziły osobną politykę wewnętrzną i zewnętrzną. W dzielnicach braci wytworzyły się lokalne elity. Możni skupieni wokół swoich książąt liczyli na to, że w przyszłości zajmą dominującą pozycję w księstwie. W kwestii polityki zagranicznej każdy z nich poszukiwał sojuszników. Sprawą sporną stało się Pomorze, gdzie Bolesław kierował swoje ekspansywne kroki. Zbigniew był natomiast zdecydowanym przeciwnikiem koncepcji Krzywoustego. Chciał zachować z północnym sąsiadem dobre stosunki gospodarcze i polityczne. Z jednej, z pierwszych zorganizowanych wypraw na Pomorze przez Bolesława udało mu się zawrócić rycerstwo, co miało wywołać wściekłość w juniorze. Sytuacja ta nie trwała długo, bo już kolejne miesiące pokazały, że wojowie opowiedzieli się za Bolesławem, wyprawiając się z nim kilkakrotnie na Pomorze (także na Prusy). M.in. jesienią 1102 Krzywousty zorganizował wyprawę, gdzie jego drużynnicy zdobyli Białogard.
W odwecie Pomorzanie kierowali akcje zbrojne przeciw Zbigniewowi. Tenże nawiązał bliższe kontakty z Czechami. Przez nawiązane stosunki, chciał wywrzeć presję i odstąpienie Bolesława od spraw pomorskich. Junior natomiast w przeciwwadze, wzmocnił swoją pozycję poprzez kontakty z Węgrami i wschodnim sąsiadem. Mariaż Bolesława ze Zbysławą Światopełkówną, księżniczką ruską zawarty w 1103 miał przypieczętować przymierze juniora z Rusią Kijowską. Z zaproszenia weselnego Zbigniew nie skorzystał, widząc w małżeństwie i układzie zawartym z Rusią, zagrożenie wymierzone przeciwko niemu. Dzięki przekupstwu ściągnął na dzielnicę Bolesława najazd czeski Borzywoja II. W odpowiedzi na zawarty sojusz i atak południowych sąsiadów Bolesław zorganizował dwie wyprawy na Morawy. Nie przyniosły one jednak zamierzonego skutku. Borzywoj przekupiony natomiast ogromną sumą pieniędzy, odstąpił od sojuszu ze Zbigniewem. Celem sparaliżowania dalszych stosunków Zbigniewa z Pomorzanami, Bolesław zorganizował wyprawy na Pomorze: w roku 1103 (nieudana bitwa o Kołobrzeg) i w latach 1104–1105, które zakończyły się pełnym sukcesem.
W 1105 książę Zbigniew zawarł porozumienie z bratem. Układ uważano za obopólny kompromis książąt, w sprawach polityki zagranicznej. Brak jednak porozumienia w kwestii polityki pomorskiej, spowodował iluzoryczność tego pokoju (układ tyniecki). Nastąpiło to w rok później, kiedy Zbigniew odmówił pomocy w walce z Pomorzanami. W 1106 przy pomocy ruskich i węgierskich wojów, książę Bolesław uderzył na Zbigniewa. Rozpoczęła się wojna domowa, która miała na względzie wyeliminowanie Zbigniewa z pretensji do tronu. Połączone wojska bez większego problemu opanowały Kalisz, Gniezno, Spycimierz i Łęczycę, zajmując połowę domen seniora. Krzywousty pojmał sojusznika starszego brata – abp gnieźnieńskiego Marcina. Za pośrednictwem biskupa krakowskiego Baldwina doszło do ugody w Łęczycy, w której Zbigniew oficjalnie uznał Bolesława za księcia zwierzchniego całego księstwa (dominium) i zrzekł się na rzecz juniora Wielkopolski, Kujaw i ziemi sieradzko-łęczyckiej. Zbigniew zatrzymał Mazowsze, jako lenno.

### Schyłek panowania
Zbigniew w 1107 zorganizował bunt przeciwko juniorowi, który nakazał spalić jeden z grodów – Kurów pod Puławami. Sprawiło to ponowne wystąpienie zbrojne tego ostatniego przeciwko buntownikowi. Pretekstem było również niedostarczenie przez seniora posiłków na wyprawę pomorską.
Zimą 1107/1108, dzielnica Zbigniewa (Mazowsze) została zaatakowana przez połączone siły Bolesława i wojów rusko-węgierskich. Krzywousty dążył do ostatecznej rozprawy z przyrodnim bratem, zmusił Zbigniewa do poddania, co skończyło się całkowitym jego wygnaniem z kraju. Odtąd Bolesław stał się jedynowładcą na ziemiach książęcych. Faktyczne przejęcie władzy nastąpiło rok wcześniej (1107), gdy Zbigniew pozostawał jeszcze na Mazowszu, poddając się zależności feudalnej wobec juniora. Senior, wraz ze swoimi stronnikami schronił się w Pradze. Znalazł tam poparcie u Świętopełka, czeskiego księcia.

## Ostatnie lata życia

### Roszczenia wobec Bolesława

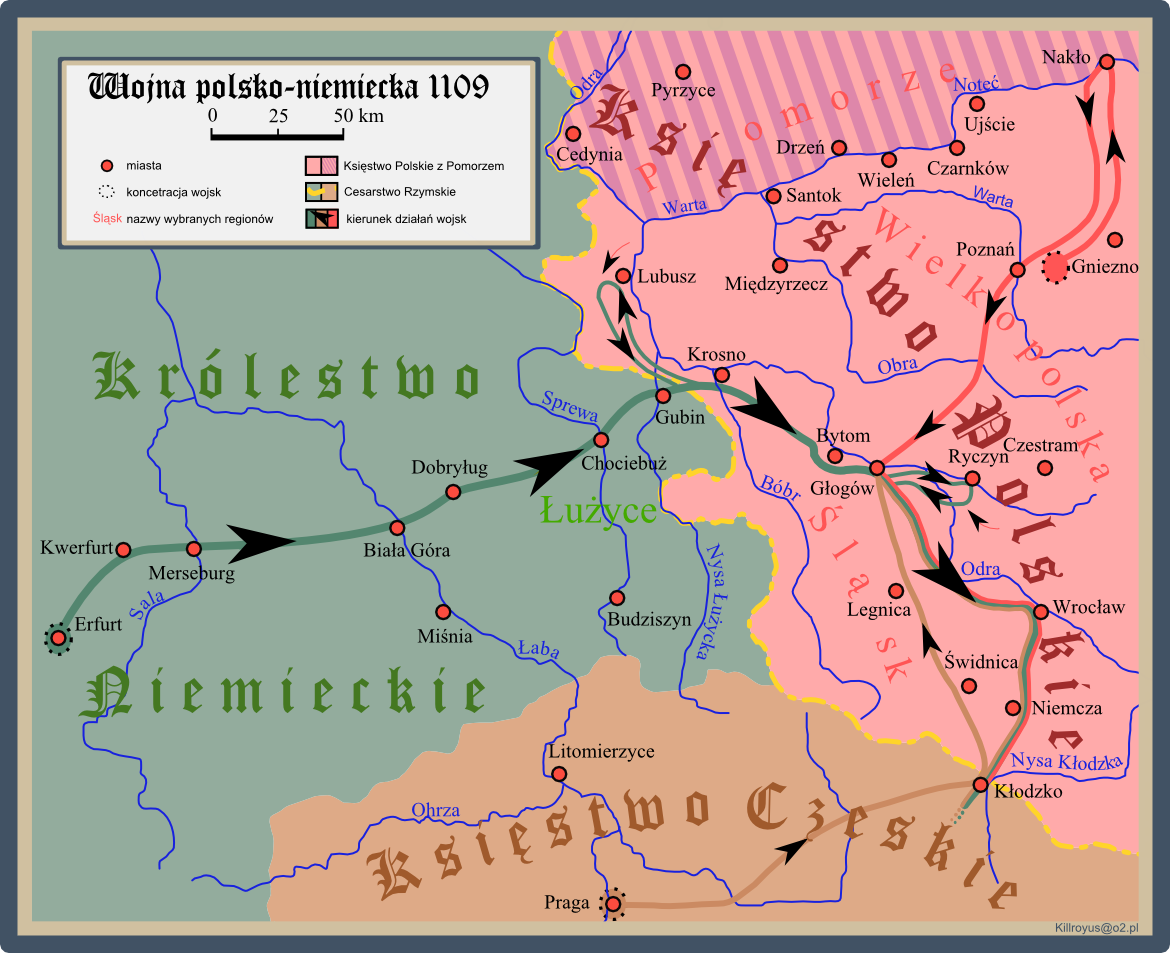
Wojna polsko-niemiecka w 1109

Pretekstem do wojny polsko-niemieckiej w 1109, stała się pośrednio kwestia wygnanego Zbigniewa, który zabiegał o sprawiedliwość, zadośćuczynienie i pomoc w odzyskaniu utraconych ziem. Władca niemiecki postawił Bolesławowi ultimatum. Zażądał od niego, w zamian za zaniechanie wyprawy: oddania połowy państwa wygnanemu Zbigniewowi, uznania zwierzchnictwa cesarstwa, a także regularnego płacenia trybutu wynoszącego 300 grzywien srebra rocznie lub dostarczania 300 rycerzy na wyprawy wojenne. Henryk V wobec juniora, wysuwał ultimatum, w którym domagał się przywrócenia Zbigniewa do władzy i wydzielenie mu połowy Księstwa Polskiego.
Bezpośrednią przyczyną wojny był jednak atak Krzywoustego na Czechy w 1108, który swym dywersyjnym aktem udaremnił niemiecko-czeską wyprawę na Węgry. Odpowiedzią na agresywną politykę Bolesława wobec Czech, była wyprawa odwetowa na Księstwo Polskie podjęta przez króla niemieckiego Henryka V. Siły Henryka V były wspomagane przez czeskich wojów. Roszczenia Zbigniewa cesarz potraktował drugorzędnie.
Działania wojenne toczyły się na Śląsku (obrona Bytomia Odrzańskiego, Głogowa i Wrocławia). Dzięki heroicznej obronie śląskich grodów Henrykowi V nie udało się odnieść zwycięstwa. Bolesław Krzywousty wobec przeważających sił niemiecko-czeskich, prowadził w dalszym etapie wojnę podjazdową. Prowadzona przez juniora forma walki, stopniowo zaczęła przynosić pozytywne efekty. Ostatecznie, król Henryk V wycofał się ze Śląska. Na uwagę zasługuje fakt udziału wieśniaków w obronie grodów, co nabrało charakteru walki narodowej. Źródła nie przekazują, czy Zbigniew brał bezpośredni udział w wyprawie.

### Oślepienie i śmierć Zbigniewa
W 1111 powróciła kwestia wygnanego Zbigniewa. Rok wcześniej Bolesław podjął nieudaną wyprawę zbrojną na Czechy. Mimo pogromu wojów czeskich nad Trutiną przez tylne hufce polskiego księcia, Krzywoustemu nie udało się osadzić na czeskim tronie swego pretendenta, Sobiesława I. W 1111 zawarty został rozejm, w myśl którego Sobiesław I powrócił do Czech, a Zbigniew do księstwa. Jeszcze w tym samym roku na mocy układu Bolesława z Henrykiem V Zbigniew został uposażony. Uposażenie składało się przypuszczalnie z ziemi sieradzkiej.
Bolesław prawdopodobnie zgodził się na powrót brata na skutek nacisku stronników wygnanego w 1108 księcia, gdyż przy opisie jego powrotu Gall w swojej kronice wspomniał, że w otoczeniu Zbigniewa znajdowali się źli doradcy (do grona których mógł należeć także abp gnieźnieński Marcin). Za ich namową rościł sobie być może prawa do zwierzchności nad przydzieloną mu przez brata częścią księstwa, a w przyszłości nad swoją częścią ojcowskiego dziedzictwa. Pierwszym krokiem ku temu było zastosowanie przez Zbigniewa ceremoniału królewskiego adwentu (nienależnego mu po uznaniu Bolesława za swojego zwierzchnika w Łęczycy w 1107), zastrzeżonego dla władców samodzielnych. Zbigniew przybył do kraju w otoczeniu orszaku, przed którym niesiono miecz. Mogło to zostać odebrane przez panującego w kraju Bolesława, jako obraza majestatu i naruszenie warunków wcześniej zawartej umowy, na mocy której Zbigniew miał poddać się w zależność wasalną od Bolesława. W konsekwencji mogło to przyczynić się do jego oślepienia.

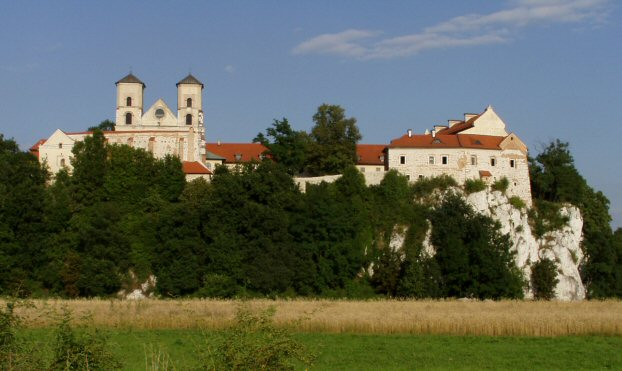
Opactwo w Tyńcu

Za tę zbrodnię książę Bolesław został obłożony klątwą kościelną przez abpa Marcina. Zbrodnia popełniona na Zbigniewie zapoczątkowała kryzys monarchii piastowskiej, a czyn Bolesława spotkał się z potępieniem ze strony społeczeństwa. Źródła nie przekazują informacji, czy Krzywousty został wykluczony ze wspólnoty kościelnej.
Bolesław podjął prawdopodobnie decyzję o odprawieniu publicznej pokuty na skutek negatywnej reakcji społeczeństwa na oślepienie przezeń Zbigniewa. Celem jej była odbudowa nadwątlonego autorytetu panującego i zyskanie przychylności stronników brata. Według przekazu Galla Anonima, Bolesław po odbytej pokucie, otrzymał od Zbigniewa przebaczenie.
Trudności historykom stwarza ustalenie daty śmierci księcia na skutek niejasnych zapisów źródłowych, które nie przedstawiają dziennej czy rocznej noty zgonu. K. Jasiński na łamach swej publikacji Rodowód pierwszych Piastów opowiadał się za przeżyciem oślepienia Zbigniewa, podobnie jak S. Kętrzyński, choć nie wykluczał tezy przeciwnej. J. Bieniak przypuszczał natomiast, że zgon księcia nastąpił po 1114 r. Interesującą wzmiankę zawiera nekrolog klasztoru benedyktyńskiego w Lubiniu. 8 lipca 1113 odnotowano w nim śmierć mnicha tynieckiego – brata Zbigniewa. Nekrolog ten posłużył historykom do wysnucia hipotezy, że chodzi o brata Krzywoustego. Zaznaczono jednocześnie miejsce pochówku, wskazując na klasztor benedyktynów w Tyńcu.

## Organizacja wewnętrzna i społeczna dzielnicy Zbigniewa
Dokładne poznanie organizacji wewnętrznej dzielnic zarządzanych przez Zbigniewa jest trudne do odtworzenia. Brak dokumentów z ówczesnego okresu i szczątkowe wiadomości kronikarzy sprawiają problem w poznaniu działających mechanizmów zarządzania. Przypuszcza się, że Zbigniew, podobnie jak Bolesław, posiadał dobrze zorganizowany dwór, który pełnił funkcje polityczne, ekonomiczne i administracyjne. Dwór skupiał grupy możnowładztwa, urzędników i grup służebnych. Jedni stanowili otoczenie księcia, inni sprawowali urzędy, pozostali natomiast rolę aprowizacyjną. Zapewne istniały urzędy stolnika, cześnika i komornika. Ważną część dworu stanowiła (łac.) capella. Tworzyło ją grono duchowieństwa świeckiego lub zakonnego. Pełnili oni rolę „kapelanów”. Prócz duchownej posługi na rzecz dworu uczestniczyli w prowadzeniu kancelarii państwowej. Podlegali oni kanclerzowi kancelarii książęcej. We władzach centralnych posługę swą stanowili: skarbnik, mincerz i inni.
Domeny zarządzane przez Zbigniewa były prawdopodobnie podzielone na prowincje, a te na okręgi grodowe (kasztelanie). W ich obrębie pozostawały opola. Zasięg terytorialny prowincji odpowiadał późniejszym dzielnicom. W okresie panowania Zbigniewa utworzono w jego dzielnicach prowincje mazowiecką i wielkopolską. Prowincją zarządzał naczelnik (łac. princeps terrae, comes), Pan głównego grodu. Utrzymywał w swej mocy, zwierzchność nad naczelnikami grodowymi (łac. comes). Do kasztelanów (rządców grodowych) należało sprawowanie lokalnej władzy cywilnej, pobieranie świadczeń od ludności, organizowanie obrony i sprawowanie sądów. Rządcom podlegali komornicy, żupani, mincerze, celnicy i poborcy. Wszelkie ważniejsze funkcje w księstwie sprawowali możni.
Główny ciężar podatkowy spoczywał na najniższej klasie społecznej – chłopstwu (łac. heredes, rustici ducis, possesores). Do nich należało składanie określonych danin: dziesięcin, podatku podworowego, podymnego, poradlnego, narzazu oraz służebności: stacji lub stanu, posług komunikacyjnych, łowieckich, wojskowych, stróży i danin z kar sądowych. Ponadto poddani byli zobowiązani do naprawy dróg, mostów, budowy i utrzymania grodów.
Poza wolnymi chłopami w hierarchii społecznej spotykano chłopów służebnych (przywiązanych do miejsca zamieszkania). Odrębną grupę społeczną stanowili ludzie wolni, tzw. goście (nie posiadający własnego majątku), wojownicy (łac. milites gregarii), posiadający gospodarstwa rolne i zaliczani do ludności pospolitej. Na końcu tej drabiny społecznej stali niewolni (brańcy wojenni bądź ich potomkowie). Nie różnili się od wolnych chłopów, jednak ich powinności wobec pana były większe. Z uwagi na krótki okres panowania Zbigniewa i udział jedynie w nielicznych wyprawach zbrojnych, niewolni stanowili niewielki procent ogółu populacji jego dzielnicy.

## Genealogia
| Kazimierz I Odnowiciel ur. 25 VII 1016 zm. 19 III 1058 | Kazimierz I Odnowiciel ur. 25 VII 1016 zm. 19 III 1058 |                                               |                                               | Dobroniega ur. 1010–1016 zm. 1087 | Dobroniega ur. 1010–1016 zm. 1087 |  |  | NN z rodu Prawdziców? ur. ? zm. ? | NN z rodu Prawdziców? ur. ? zm. ? |                                          |                                          | NN ur. ? zm. ? | NN ur. ? zm. ? |
|                                                        |                                                        |                                               |                                               |                                   |                                   |  |  |                                   |                                   |                                          |                                          |                |                |
|                                                        |                                                        |                                               |                                               |                                   |                                   |  |  |                                   |                                   |                                          |                                          |                |                |
|                                                        |                                                        | Władysław I Herman ur. ok. 1043 zm. 4 VI 1102 | Władysław I Herman ur. ok. 1043 zm. 4 VI 1102 |                                   |                                   |  |  |                                   |                                   | Przecława z rodu Prawdziców? ur. ? zm. ? | Przecława z rodu Prawdziców? ur. ? zm. ? |                |                |
|                                                        |                                                        |                                               |                                               |                                   |                                   |  |  |                                   |                                   |                                          |                                          |                |                |
|                                                        |                                                        |                                               |                                               |                                   |                                   |  |  |                                   |                                   |                                          |                                          |                |                |
|                                                        |                                                        |                                               |                                               |                                   |                                   |  |  |                                   |                                   |                                          |                                          |                |                |

|  |  |  |  | Zbigniew (ur. po 1070, zm. 8 VII 1113?) |

### Domniemane małżeństwo i potomstwo
W historiografii istnieje pogląd o domniemanym małżeństwie i potomstwie księcia Zbigniewa, na podstawie informacji przekazanej przez Kronikę wielkopolską. Taką hipotezę postawili m.in. A. Gieysztor i J. Bieniak, według których żyjący w połowie XII wieku opat w Niederaltaich imieniem Bolesław może być synem Zbigniewa, co z kolei nie znalazło akceptacji genealoga K. Jasińskiego, który w publikacji Rodowód pierwszych Piastów stwierdził: teza oparta na późnym przekazie Kroniki wielkopolskiej raczej nie zasługuje na zaufanie.

## Książę Zbigniew w kulturze

### Teatr
- Misterium Płockie – Bolesław Krzywousty – rapsod rycerski napisany przez Ludwika H. Morstina z okazji obchodów 800. rocznicy śmierci Krzywoustego. Swoją prapremierę miał w Płocku w 2008 (a więc w 70 lat po powstaniu)[73]. Misterium wyreżyserowane zostało przez M. Pogonowskiego i P. Pawlickiego (według ich scenariusza). Zagrało w nim 60 aktorów (dla porównania w niedoszłej premierze z 1938 zagrać miało 200 aktorów). Pierwsze próby przedstawienia misterium miały już miejsce w 1985[73].
- Herman – sceniczna adaptacja powieści Władysław Herman i dwór jego Zygmunta Krasińskiego z 1830. Scenariusz do przedstawienia teatralnego Herman napisał M. Mokrowiecki, dyrektor Teatru Dramatycznego w Płocku. Przedstawienie zostało zaprezentowane podczas  Dni Historii Płocka, w czerwcu 2009. Rolę księcia Zbigniewa zagrał M. Pogonowski[74].
- Magnus (opera) – opera Józefa Świdra z roku 1970, która porusza problematykę losów Zbigniewa i jego ojca – Władysława Hermana[75].

### Literatura piękna

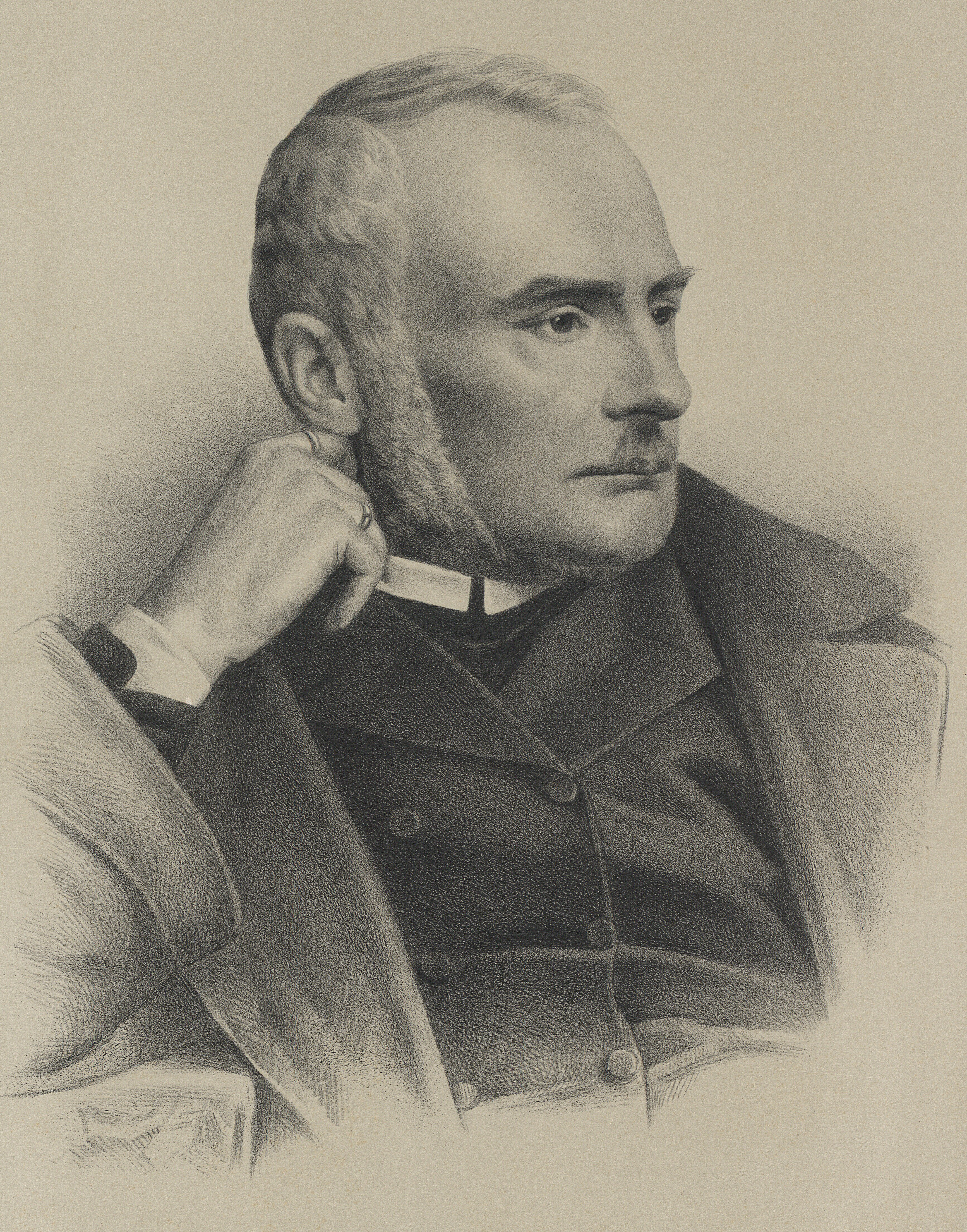
Z. Krasiński, autor powieści Władysław Herman i jego dwór

- Królewscy synowie. Powieść z czasów Władysława Hermana i Krzywoustego – powieść historyczna Józefa Ignacego Kraszewskiego, która opowiada o rywalizacji Bolesława Krzywoustego i jego brata, Zbigniewa[76].
- Władysław Herman i jego dwór. pbi.edu.pl. [zarchiwizowane z tego adresu (2012-03-07)]. – powieść historyczna Zygmunta Krasińskiego. Przedstawia intrygującą historię z życia rodziny Władysława i możnych skupionych wokół jego dworu. W tło ówczesnych wydarzeń zostały wplecione intrygi, miłość i dramat.
- Przy końcu drogi – powieść Rafała Dębskiego, wydana w 2006 nakładem wydawnictwa Farenheit. Opowiada o czasach panowania Władysława Hermana i o buncie jego synów przeciwko niemu i jego palatynowi Sieciechowi[77]. Wydarzenia historyczne w książce przedstawione są rzetelnie. Zawarte są w niej również noty biograficzne[77].

### Staloryt
Jedną z najbardziej znanych grafik jest staloryt z monumentalnego dzieła Leonarda Chodźki i I.S. Grabowskiego, La Pologne, historique, littèraire, monumentale et..., wydanego w latach 1836–1837 w Paryżu (prezentowany w infoboxie artykułu). Staloryty sztychowane były przez najwybitniejszych rytowników tamtej epoki. Autor stalorytu jest nieznany.

### Malarstwo
Znane w sztuce współczesnej są obrazy przedstawiające księcia Zbigniewa według m.in. L. Kostulskiego oraz Sz. Kobylińskiego. Ten ostatni wykonał grafikę w ołówku w ramach uzupełniających portretów do Pocztu Królów i Książąt polskich Jana Matejki.

### Źródła
- Gall Anonim, Kronika polska, Kraków 1923.
- Gall Anonim, Kronika polska, Wrocław 2003, ISBN 83-04-04610-5, [dostęp 2009-12-16].
- Kosmas, Kosmasa Kronika Czechów, Warszawa 1968.

### Opracowania
- Balzer O., Genealogia Piastów, Kraków 1895.
- Barański M.K., Dynastia Piatów w Polsce, Warszawa 2006, ISBN 83-01-14816-0.
- Zbigniew Dalewski, Rytuał i polityka. Opowieść Galla Anonima o konflikcie Bolesława Krzywoustego ze Zbigniewem, Warszawa: Instytut Historii PAN, 2005, ISBN 83, ISBN 88909-36-3, OCLC 69492498. Brak numerów stron w książce
- Giesebrecht, Wendische Geschichte aus den Jahren 780–1182, Berlin 1843.
- Gieysztor A., Bolesław II Szczodry, [w:] Garlicki A. (red.), Poczet królów i książąt polskich, Warszawa 1978.
- Kłodzko: dzieje miasta, Ryszard Gładkiewicz (red.), Kłodzko: MZK, 1998, ISBN 83-904888-0-9, OCLC 750565536. Brak numerów stron w książce
- Roman Grodecki, Stanisław Zachorowski, Jan Dąbrowski, Dzieje Polski średniowiecznej, Jerzy Wyrozumski (oprac.), t. I, Kraków: Towarzystwo Autorów i Wydawców Prac Naukowych „Universitas”, 1995, ISBN 83-7052-230-0, OCLC 749800787. Brak numerów stron w książce
- Gumblowicz M., Zur Geschichte Polens im Mittelalter. Zwei kritische Untersuchunden über die Chronik Baldwin Gallus. Aus dem Nachlass des Verfassers herausgegeben, Innsbruck 1898.
- Paweł Jasienica, Polska Piastów, Warszawa: Prószyński i S-ka, 2007, ISBN 978-83-7469-479-7, OCLC 169978949. Brak numerów stron w książce
- Kazimierz Jasiński, Rodowód pierwszych Piastów, Tomasz Jurek, Poznań: Wyd. PTPN, 2004, ISBN 83-7063-409-5, OCLC 749281671. Brak numerów stron w książce
- Korczak L., Władysław I Herman, [w:] Szczur S., Ożóg K. (red.), Piastowie. Leksykon biograficzny, Kraków 1999, ISBN 83-08-02829-2.
- Ksyk-Gąsiorowska P., Zbigniew, [w:] Szczur S., Ożóg K. (red.), Piastowie. Leksykon biograficzny, Kraków 1999, ISBN 83-08-02829-2.
- Gerard Labuda, Korona i infuła. Od monarchii do poliarchii, Kraków: Krajowa Agencja Wydawnicza, 1996, ISBN 83-03-03659-9, OCLC 233502954. Brak numerów stron w książce
- Maleczyński K., Bolesław III Krzywousty, Wrocław – Warszawa – Kraków – Gdańsk 1975.
- Nawrot A. (red.), Encyklopedia Historia, Kraków 2007, ISBN 978-83-7327-782-3.
- Pietras Z.S., Bolesław Krzywousty, Cieszyn 1978.
- Powierski J., Data konsekracji katedry gnieźnieńskiej (1 maja 1099) na tle sytuacji politycznej Polski, Rusi i krajów sąsiednich, [w:] „Roczniki historyczne”, 1994.
- Bogdan Snoch, Protoplasta książąt śląskich, Katowice: Śląsk, 1985, ISBN 83-216-0644-X, ISBN 83-216-0530-3, OCLC 830183518. Brak numerów stron w książce
- Spórna M., Wierzbicki P., Słownik władców Polski i pretendentów do tronu polskiego, Kraków 2003, ISBN 83-7389-189-7.
- Stanisław Szczur, Historia Polski – średniowiecze, Kraków: Wyd. Literackie, 2002, ISBN 83-08-03273-7, OCLC 830373090. Brak numerów stron w książce
- Dzieje Polski do roku 1501, Jerzy Topolski, Warszawa: Wyd. Naukowe PWN, 1993, ISBN 83-01-08891-5, OCLC 830054950. Brak numerów stron w książce
- Trawkowski S., Bolesław III Krzywousty, [w:] Garlicki A. (red.) Poczet królów i książąt polskich, Warszawa 1978.
- Tyc T., Zbigniew i Bolesław, [w:] Arcybiskup Marcin i Gniezno, Poznań 1927.
- Wyrozumski J., Historia Polski do roku 1505, Warszawa 1984, ISBN 83-01-03732-6.

### Ważniejsze opracowania online
- Drogi R., Państwo Czeskie Przemyślidów, Historia Czech, cz. III. 1 (pol.), [dostęp 2005-11-10].
- Kozłowski B., Śmierć księcia Zbigniewa, oślepionego przez Bolesława Krzywoustego (pol.), [dostęp 2009-09-02].
- Mischke W, Polska korona królów czeskich (pol.), [dostęp 2009-08-24].